# Florin Tănase
Florin Tănase (ur. 30 grudnia 1994 w Găești) – rumuński piłkarz grający na pozycji napastnika.

## Życiorys
Jest wychowankiem klubu Academia Hagi. W 2013 roku został piłkarzem Viitorulu Konstanca. Od 1 sierpnia do 31 grudnia 2013 przebywał na wypożyczeniu w FC Voluntari. W rozgrywkach Liga I zagrał po raz pierwszy w barwach Viitorulu 23 lutego 2014 w wygranym 2:1 meczu z Dinamem Bukareszt. 8 sierpnia 2016 odszedł za około 2 miliony euro do Steauy Bukareszt.
W reprezentacji Rumunii zadebiutował 31 maja 2014 w wygranym 1:0 towarzyskim spotkaniu z Albanią. Do gry wszedł w 64. minucie, zmieniając Alexandru Chipciu.